# Пандольфи, Джованни Антонио
Джованни Антонио Пандольфи (итал. Giovanni Antonio Pandolfi; 1540, Пезаро — 1581) — живописец итальянского маньеризма, работавший в Центральной Италии, включая Фолиньо, Перуджу и родной город Пезаро.

## Биография
Джованни Антонио Пандольфи родился в Пезаро в семье художника Антонио и учился у Алессандро Маркезини.
Известно, что он сотрудничал с художником-маньеристом Никколо Чирчиньяни, создавая фрески для Палаццо делла Корнья в Кастильоне-дель-Лаго. Он также написал картину «Мученичество Святого Лаврентия» (1572) и фрески в сакристии собора Перуджи (1573—1575). Возможно, он расписывал расположенный неподалёку ораторий Нунциателлы в Перудже. В Пезаро он написал картину «Мадонна делле Грацие со святыми Теренцием и Микелиной», «Благовещение» для капеллы Сан-Витале (позднее утраченное). Он также писал картины для церквей Леньяно. В творчестве художника прослеживается влияние Федерико Бароччи, Федерико Цуккаро и Никколо Чирчиньяни.
Пандольфи был женат на Лукреции, сестре художника Джироламо Данти. Его сын Джованни Джакомо Пандольфи, также живописец, был первым учителем Симоне Кантарини.